# Dicoma schimperi
Dicoma schimperi là một loài thực vật có hoa trong họ Cúc. Loài này được (DC.) Baill. ex O.Hoffm. mô tả khoa học đầu tiên năm 1893.